# Simon Woods
Simon Woods (7 gennaio 1980) è un attore britannico.

## Biografia
Ha studiato all'Eton College ed al Magdalen College di Oxford.
È noto soprattutto per la sua interpretazione di Gaio Ottaviano nella seconda stagione della serie televisiva Rome e per il personaggio di Charles Bingley nel film Orgoglio e pregiudizio del 2005. 
Nel 2007 ha impersonato il dottor Harrison nella serie in costume Cranford.
Nel 2019 ha fatto il suo esordio come drammaturgo con il dramma Hansard in scena al National Theatre per la regia di Simon Godwin.
Dal 2012 è sposato con Christopher Bailey e la coppia ha due figlie, Nell e Iris.

## Filmografia

### Cinema
- Orgoglio e pregiudizio (Pride & Prejudice), regia di Joe Wright (2005)
- Il quiz dell'amore (Starter for 10), regia di Tom Vaughan (2006)
- Penelope, regia di Mark Palansky (2006)
- Angel - La vita, il romanzo (Angel), regia di François Ozon (2007)
- I Want Candy, regia di Stephen Surjik (2007)
- Sunny and the Elephant, regia di Frederic Lepage (2007)

### Televisione
- Carlo II - Il potere e la passione (Charles II: The Power & the Passion) - serie TV, 1 episodio (2003)
- Cambridge Spies - serie TV, 1 episodio (2003)
- Foyle's War - serie TV, 1 episodio (2004)
- The Queen's Sister, regia di Simon Cellan Jones - film TV (2005)
- Elizabeth I - serie TV, 1 episodio (2005)
- Twisted Tales - serie TV, 1 episodio (2005)
- Spooks - serie TV, 2 episodi (2006)
- Cranford - serie TV, 5 episodi (2007)
- Roma (Rome) - serie TV, 7 episodi (2007)

## Teatro

### Autore
- Hansard, regia di Simon Godwin, con Alex Jennings e Lindsay Duncan. National Theatre di Londra (2019)

## Doppiatori italiani
- Mirko Mazzanti in Il quiz dell'amore
- Francesco Pezzulli in Roma